# Podocnemis
Podocnemis é um dos três gêneros de tartarugas de água doce, da família Podocnemididae. São encontrados nas bacias hidrográficas da América do Sul, consistindo em seis espécies de água doce distribuídas na região tropical deste continente. Há também outras três espécies extintas com registros fosseis.

## Etimologia
O nome do gênero Podocnemis tem sua origem do grego antigo, vindo da junção de duas palavras, "Podós", que significa pés, e “knemís”, que significava greva, uma espécie de armadura que cobria as pernas. 

## Espécies
| Imagem | Nome científico                          | Nome comum            | Descrição | Distribuição |
| ------ | ---------------------------------------- | --------------------- | --- | --- |
|        | Podocnemis erythrocephala (Spix, 1824)   | Irapuca               | Cágados de entre 14 a 32cm de comprimento de carapaça, podendo pesar entre 3 e 4kg. Tem como característica principal as manchas vermelhas na cabeça, daí seu nome científico "erythrocephala" que significa "cabeça vermelha". | Encontrado no sul da Venezuela, no leste da Colômbia e norte do Brasil (neste último, principalmente na bacia do Rio Negro).                                             |
|        | Podocnemis expansa (Schweigger, 1812)    | Tartaruga-da-amazônia | Pode ultrapassar os 80cm de comprimento e pesar mais de 60kg. | É encontrado ao norte da América do Sul, nas bacias amazônica e dos rios Amazonas, Araguaia, Tocantins e Branco.                                                         |
|        | Podocnemis lewyana A.H.A. Duméril, 1852  | Arapuça               | O casco alcança até 44cm de comprimento, apresentando castanho-acinzentado. | É encontrado na Colômbia. |
|        | Podocnemis sextuberculata Cornalia, 1849 | Pitiú                 | Seu comprimento de carapaça pode ultrapassar os 30cm e seu peso entre 3 e 4kg. | É encontrado em rios de águas barrentas (Solimões, Amazonas e Purús) e também de águas brancas (Branco, Xingú, Tapajós e Trombetas) do Brasil, Bolívia, Peru e Colômbia. |
|        | Podocnemis unifilis Troschel, 1848       | Tracajá               | Este quelônio pode chegar a mais de 60cm de comprimento, chegando a pesar cerca de 9kg. | Encontrado no Brasil, Bolívia, Colômbia, Peru, Venezuela e nas Guianas. No Brasil sua ocorrência se dá em rios das regiões norte e centro-oeste.                         |
|        | Podocnemis vogli L. Müller, 1935         | Tartaruga-da-savana   | Pode atingir até entre 30 e 50cm de comprimento; Seu casco tem cor marrom-oliva com bordas amareladas; | Partes da Venezuela e da Colômbia. |

Espécies com registros fósseis:
- †Podocnemis bassleri
- †Podocnemis medemi[3]
- †Podocnemis pritchardi[3]